# Bra (Belgique)
Pour les articles homonymes, voir Bra.
 (février 2010).
Si vous disposez d'ouvrages ou d'articles de référence ou si vous connaissez des sites web de qualité traitant du thème abordé ici, merci de compléter l'article en donnant les références utiles à sa vérifiabilité et en les liant à la section « Notes et références ».
Bra (ou Bra-sur-Lienne, en wallon Brå ou Brå-dlé-Lierneu) est une section de la commune belge de Lierneux située dans la province de Liège en Région wallonne.
C'était une commune à part entière avant la fusion des communes de 1977.

## Étymologie
Le nom de Bra trouve son origine dans le mot d'origine germanique bracht signifiant brisure.

## Évolution démographique
- Sources : INS, Rem. : 1831 jusqu'en 1970 = recensements, 1976 = nombre d'habitants au 31 décembre.

## Histoire

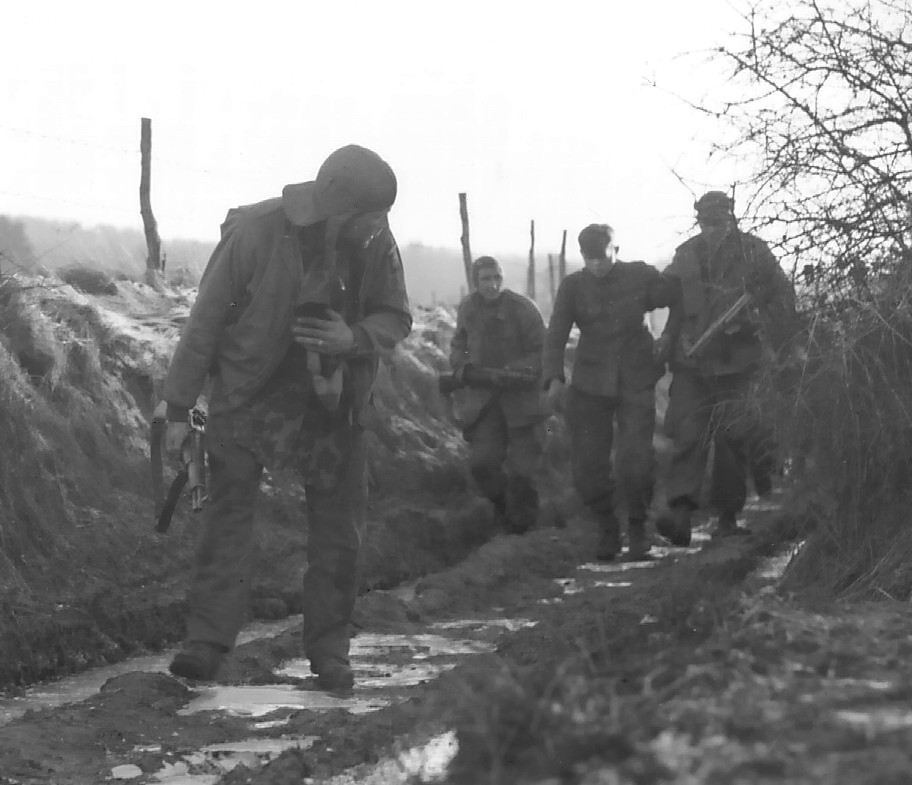
Un soldat SS capturé lors d'un combat près de Bra, le 25 décembre 1944, par des hommes de la aéroportée US.

À la fin du VIIe siècle, le village faisait partie du domaine de Pépin de Herstal et fut cédé par celui-ci à l'abbaye de Stavelot. Toutefois, il a fait très vite l'objet de litiges réglés une première fois en 747. C'est d'ailleurs à l'occasion de l'acte de restitution signé la même année par Carloman que le nom du village apparaît dans un document officiel. Charles le Gros revendique et s'empare du village peu de temps après mais le restitue à l'abbé de Stavelot en 882. L'abbaye de Stavelot cède le fief au comte de Durbuy. Le village passe ensuite successivement entre les mains de Wauthier d’Awans et d'Henri de Luxembourg. En 1244, le comte de Luxembourg en fait don à l'abbaye de Stavelot. Après trois siècles de relative tranquillité, le village voit s'abattre sur la région les affres des conflits opposant la France à la Maison d'Autriche au cours de la guerre de Trente Ans et puis ceux de la guerre de sept ans opposant la France, l'Autriche et la Prusse.
Le village n'est pas trop touché par les troubles marquant la fin de l'Ancien Régime et il cesse définitivement de dépendre de l'Abbaye de Stavelot à cette époque.
Le 18 décembre 1944, au cours de la sanglante Bataille des Ardennes, non loin du village, un petit groupe d'Américains résista aux hommes du lieutenant-colonel Joachim Peiper.

## Liste des bourgmestres de 1830 à 1977
- Emile de Bronckart, de 1855 à 1863, (Parti Libéral).

## Économie
L'agriculture et l'exploitation des forêts ont été jusqu’au milieu du XIXe siècle les ressources principales du village. Aujourd’hui, seules subsistent quelques grandes fermes. La population active est essentiellement composée d’ouvriers et d’employés exerçant leur profession dans les villes et villages voisins.

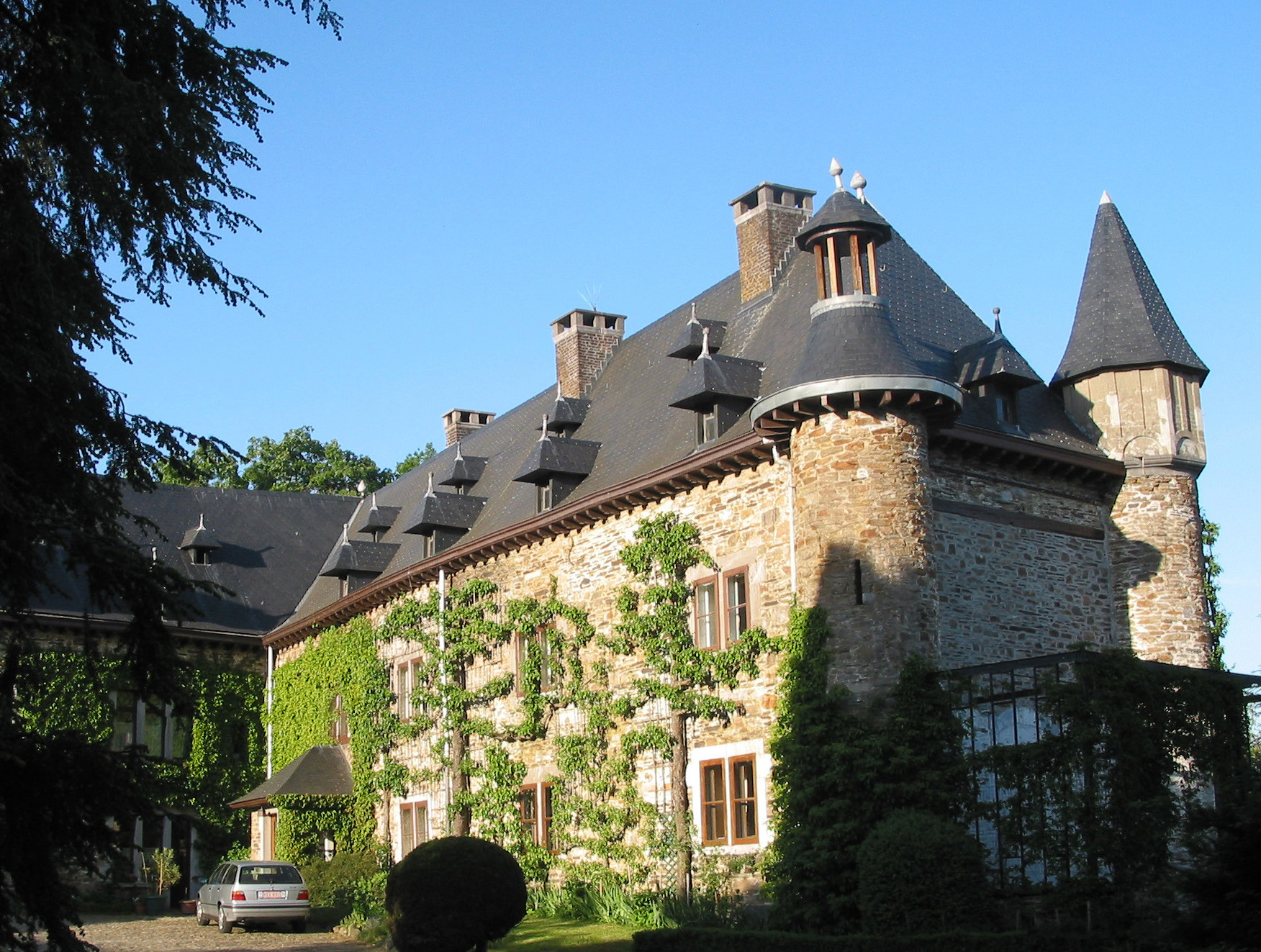
Le château.

### Santé
C'est dans le village qu'est installée, depuis 1986, l'asbl du Centre Médical Héliporté de Bra-sur-Lienne (CMH), composée d'un SMUR héliporté et d'une voiture SMUR normale qui remplace l’hélicoptère par mauvais temps.